# Claude-Jean Allouez
Claude-Jean Allouez (Saint-Didier-sur-Rochefort, 6 giugno 1622 – Missione St. Joseph, 28 agosto 1689) è stato un missionario, religioso ed esploratore francese.
Egli spese gran parte della propria vita come missionario nella Nuova Francia.

## Biografia

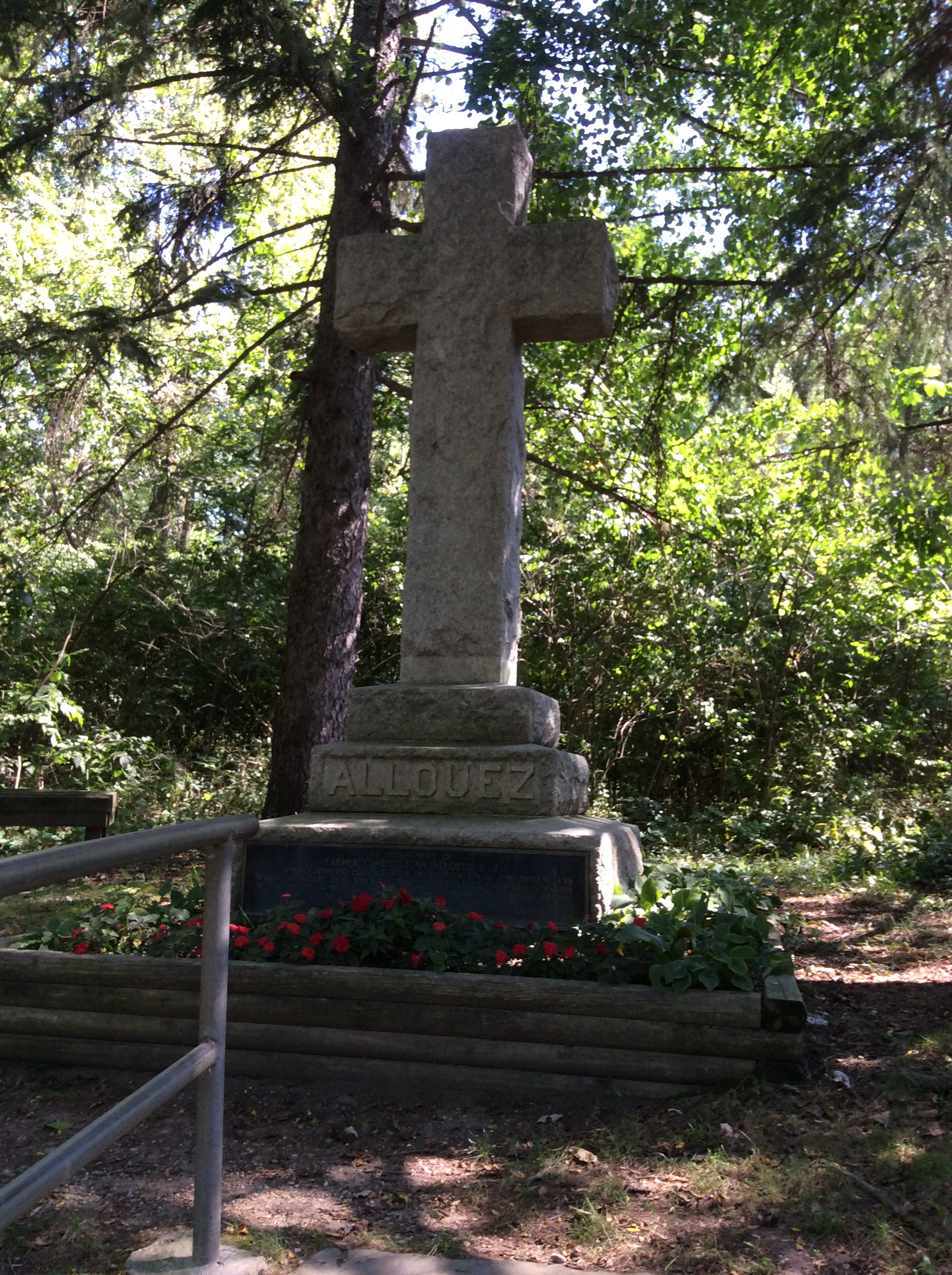
La tomba di padre Claude Jean Allouez

### Giovinezza e formazione religiosa
Claude Allouez nacque il 6 giugno 1622 a Saint-Didier, nella regione del Velay in Francia. Nel 1639, all'età di 17 anni entrò nel noviziato della Compagnia di Gesù a Tolosa. Tra il 1642 e il  1645 studiò retorica nel collegio dei gesuiti di Billom, quindi insegnò la stessa materia dal 1645 al 1651. Tra il 1641 e il 1655 intanto studiò teologia a Tolosa. Al terzo anno di probandato nel 1655-1656 a Rodez fu ordinato sacerdote e divenne successivamente predicatore, esercitando nella stessa Rodez tra il 1656 e il 1658.

### Arrivo e primio mandato nella Nuova Francia
Giunto nel Québec l'11 luglio 1658, si dedicò subito allo studio delle lingue urone e algonchina. Il 19 settembre 1660 fu nominato superiore della sede di Trois-Rivières, ove risiedette fino al 5 agosto 1665.

### Le missioni neipays d'En-Haut

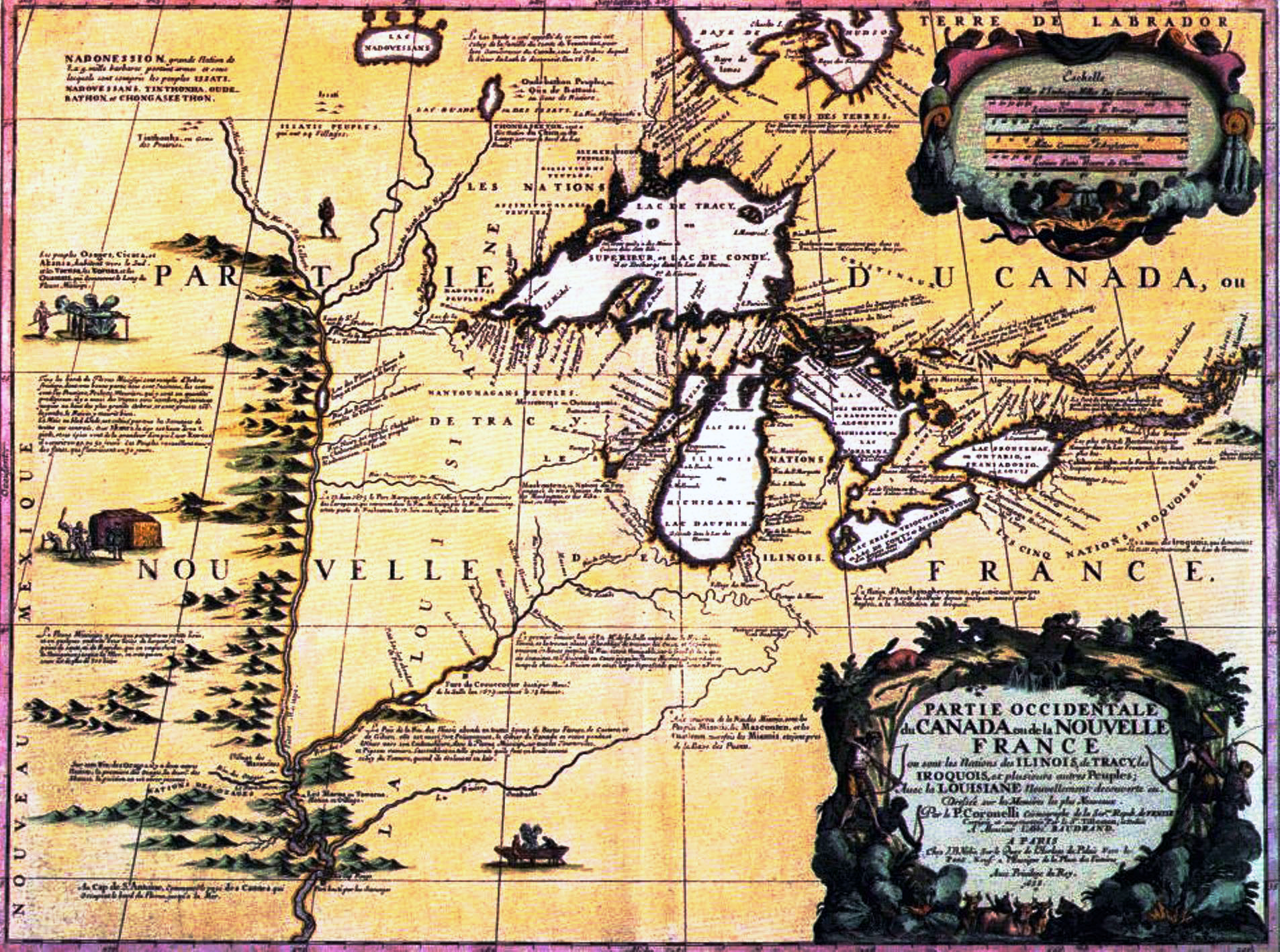
Mappa dei Pays d'en Haut nella Nuova Francia di Vincenzo Coronelli nel 1688.

Egli partì nel 1665 verso la regione dei Grandi Laghi per sostituire padre René Ménard nell'attività apostolica presso gli Algonchini della Missione del Santo Spirito, situata sulle rive del Lago Superiore nel territorio allora chiamato Pays d'en Haut.
Tornò a Québec nel 1667 e sulla via del ritorno individuò una località favorevole all'installazione di una missione sulle rive del fiume Saint Marys tra i laghi Superiore e Huron. Il futuro luogo della missione Sainte-Marie era in effetti molto frequentato dagli Amerindi poiché si trattava di un crocevia di comunicazione per i loro scambi commerciali.
Nel 1669 egli intraprese un viaggio preso le tribù amerinde situate a ovest del Lago Michigan.
Questo viaggio gli permise di trovare un luogo favorevole alla creazione di una nuova missione in territorio amerindo, la missione Saint-François-Xavier, che egli fondò nel 1671 costruendo una semplice cappella di corteccia.
Egli trascorse numerosi anni nella regione dei Grandi Laghi a mezzo di fatiche, privazioni e persecuzioni, ma fu aiutato dal gesuita francese Jacques Gravier. Egli ebbe la consolazione di aver portato la fiamma della fede a più di venti diverse nazioni di Amerindi. Padre Allouez morì nella Missione Saint- Joseph, sulla penisola inferiore del Michigan nel luglio 1689, all'età di 73 anni.